# Takhat (Vương triều thứ 20)
Takhat là một vương hậu vào cuối thời kỳ Vương triều thứ 20 trong lịch sử Ai Cập cổ đại. 

## Thân thế
Trên tường mộ KV10 của pharaon Amenmesse, Takhat được gọi với danh hiệu Mẫu thần, Thái hậu, Takhat. Tuy vậy, theo một số học giả, ngôi mộ KV10 được trang trí lại sau khi Amenmesse bị phế truất, vì trên đó còn nhắc đến một vương hậu là Baketwernel, từng được nghĩ là phối ngẫu của Amenmesse. Nếu Seti II sau khi phục vị đã xoá bỏ các trang trí trong mộ của kẻ tiếm vị, thì ông chắc chắn sẽ không để những phụ nữ trong vương tộc được chôn cất trong lăng mộ mang những tước hiệu liên quan đến Amenmesse.
Trong hầm mộ KV6 của pharaon Ramesses IX có một mảnh lọ vỡ có ghi tên Takhat (không rõ tước hiệu). Do đó, Takhat có thể là mẹ của Ramesses IX, và Baketwernel là hôn thê của ông. Ramesses IX có một con trai là Montuherkhepeshef, nếu chiếu theo truyền thống đặt tên con cái theo tên ông bà dưới thời Ai Cập cổ đại, thì cha của Ramesses IX cũng có tên với cháu nội, mà không ai khác ngoài vương tử Montuherkhepeshef của Ramesses III. Vì không thuộc dòng chính kế vị nên việc kết hôn với dân thường là điều hoàn toàn tự nhiên, do vậy nên Takhat có thể là phu nhân của Montuherkhepeshef.
Trong ngôi mộ KV10, hơn 200 mảnh vỡ từ cỗ quách bằng đá hoa cương đỏ được tìm thấy, trong đó nhiều mảnh vỡ của nắp quách có khắc cartouche của Takhat. Tuy nhiên, Takhat chỉ là cái tên được khắc lại sau đó ở mặt dưới. Khi ghép các mảnh của phần nắp, có thể thấy rõ tên của chủ nhân trước đó ở mặt trên, thuộc về một vương nữ có tên Anuketemheb. Tại tường đền Luxor, trên phù điêu các vương nữ con của Ramesses II trong một đám rước, một trong các vị ở cuối hàng có một phần tên sau đọc là emheb (phần trước đã bị hư hại). Có thể, vương nữ này là chủ nhân đầu tiên của quách đá. Kiểu cách trang trí trên quách của Anuketemheb/Takhat có nhiều nét tương đồng với của nắp quách Nefertari và Meritamen, hai mẹ con và cũng đồng thời là Chính thất Vương hậu của Ramesses II, và của cả Merneptah kế vi sau đó. Điều này cho thấy, quách này phải có niên đại từ thời Vương triều thứ 19.